# Julijonas Steponavičius

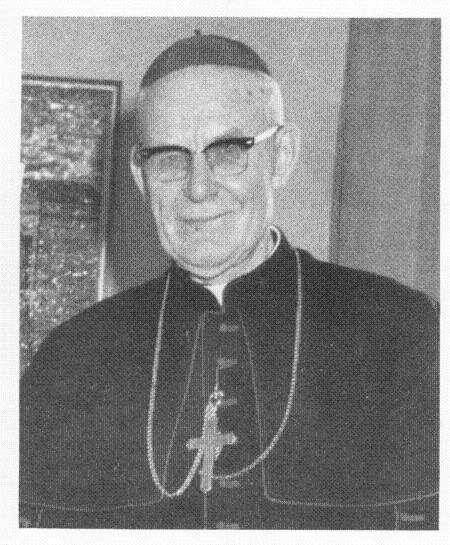
Julijonas Steponavičius

Julijonas Steponavičius (* 18. Oktober 1911 in Miciūnai bei Hierviaty (litauisch: Gervėčiai), jetzt Rajon Astrawez, Belarus; † 18. Juni 1991 in Vilnius) war ein litauischer Geistlicher und römisch-katholischer Erzbischof von Vilnius.

## Leben
Julijonas Steponavičius wurde in eine Familie geboren, die im damals vor allem von Litauern bewohnten Norden des Bezirkes Grodno lebte. Er besuchte von 1921 bis 1930 das Vytautas-Gymnasium in Vilnius. Von 1930 bis 1936 studierte er am Priesterseminar Vilnius und an der Universität Vilnius. 1936 schrieb er seine Magisterarbeit über Vytautas Magnus auf Polnisch und wurde Theologiemagister. Am 21. Juni 1936 spendete ihm der Erzbischof von Vilnius, Romuald Jałbrzykowski, in der Kathedrale St. Stanislaus das Sakrament der Priesterweihe.
Am 22. Mai 1955 wurde Julijonas Steponavičius von Papst Pius XII. zum Weihbischof in Panevėžys und zum Titularbischof von Antarados ernannt. Am 11. September desselben Jahres spendete ihm der Bischof von Panevėžys, Kazimieras Paltarokas, die Bischofsweihe. Seit dem 8 Dezember 1957 war er Apostolischer Administrator von Vilnius. Nach dem Amtsantritt im Jahr 1958 stand er im Konflikt mit den Behörden und dem KGB. 1961 wurde er nach Žagarė deportiert, nachdem er nicht davon abließ, die Christen in der Treue zum Evangelium zu bestärken. Zahlreiche Gläubige machten sich ungeachtet aller Behinderungen ins abgelegene Žagarė auf, um ihren Bischof zu besuchen, und obwohl sie wussten, dass der Bischof und seine Gäste in seiner winzigen, verwanzten Wohnung abgehört wurden. (Der KBG hatte seine Mitarbeiter in der darüberliegenden Wohnung postiert.)
Erst dank der politischen Wende konnte Papst Johannes Paul II. am 10. März 1989 Julijonas Steponavičius zum Erzbischof von Vilnius ernennen, als er bereits die übliche Altersgrenze für Bischöfe überschritten hatte.
Sein Grab befindet sich in der Kathedrale von Vilnius.

## Ehrungen
1999 wurde Julijonas Steponavičius postum mit dem Orden des Vytis-Kreuzes (3. Stufe) ausgezeichnet.

## Seligsprechungsprozess
Am 17. Januar 2017 genehmigte die Kongregation für die Selig- und Heiligsprechungsprozesse die Eröffnung des Seligsprechungsprozesses für Julijonas Steponavičius.